# Mallerenga encaputxada
La mallerenga encaputxada (Melaniparus pallidiventris) és una espècie d'ocell passeriforme que pertany a la família Pàrids pròpia d'Àfrica sud-oriental.

## Descripció
Fa uns 15 cm de llarg. El cap, el pit i la cua són negres. També són negres les ales, encara que amb plomes de vores blanques. La resta de parts superiors són de color gris fosc. I les parts inferiors són de color canyella rosaci clar. Té els ulls castanys, cosa que li diferencia de la mallerenga ventre-rogenca que els té grocs, a més del to més clar del ventre.

## Taxonomia
Anteriorment es considerava coespecífic de la mallerenga ventre-rogenca (Melaniparus rufiventris), però actualment es consideren espècies separades. Tots dos es classificaven en el gènere Parus, però es va traslladar a Melaniparus després que una anàlisi filogenètica molecular publicada el 2013 demostrés que els membres del nou gènere formaven un clade diferent.
Es reconeixen dues subespècies:
- M. p. pallidiventris (Reichenow, 1885) - es troba a Tanzània, el sud Malawi i el nord de Moçambic.
- M. p. stenotopicus (Clancey, 1989) - ocupa l'est de Zimbàbue i l'oest de Moçambic.